# ميلوش ماريتش
ميلوش ماريتش (بالصربية: Милош Марић)‏ (مواليد 5 مارس 1982 في تيتوفو أوجيتشي - يوغوسلافيا) لاعب كرة قدم صربي يلعب حاليا لصالح نادي الدرجة الأولى بوخوم الألماني منذ 2010 في مركز الوسط المحوري .

## روابط خارجية
- ميلوش ماريتش على موقع الاتحاد الأوربي (الإنجليزية)
- ميلوش ماريتش على موقع قاعدة بيانات كرة القدم.إي يو (الإنجليزية)
- ميلوش ماريتش على موقع ناشيونال فوتبول تيمز (الإنجليزية)
- ميلوش ماريتش على موقع عالم كرة القدم.نت (الإنجليزية)